# Sochaczki
Sochaczki – wolne targi na mięso przywożone przez chłopów z okolicznych wsi. W wyznaczonym dniu każdy kto chciał (a nie tylko zrzeszeni w cechach rolnicy), mógł przyjechać i sprzedawać mięso. Przywilej na "sochaczki" uzyskiwało każde miasto posiadające prawo targu. W XV wieku taki przywilej mógł nadać tylko władca. W pierwszej połowie XV zgodę na ten rodzaj targu, w celu lepszego zaopatrzenia górników, miały m.in. miasta Olkusz i Wieliczka.
Nazwa sochaczki pochodzi od sochy, czyli kija, na który rzeźnicy zawieszali mięso na sprzedaż.